# Robert Barker (Maler)

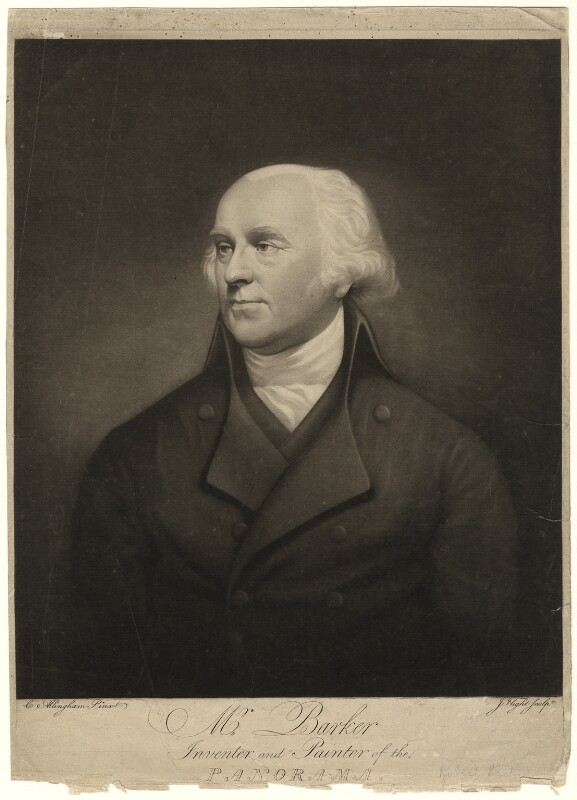
Robert Barker

Robert Barker (* 1739 in Kells, County Meath; † 8. April 1806) war ein irischer Maler. Er ist der Schöpfer des Wortes Panorama.

## Leben
Robert Barker zog Anfang der 1780er Jahre nach Edinburgh (Schottland). Im Jahr 1787 eröffnete er eine Ausstellung in Edinburgh, die einen großen Einfluss auf die Unterhaltungsindustrie des 19. und 20. Jahrhunderts hatte. Im Jahr 1788 erstellte er sein erstes Panorama.
Barker schuf im Jahr 1792 das Wort Panorama aus den griechischen Wörtern pan („all“) und horama („Sicht“), um damit seine Gemälde von Edinburgh zu bezeichnen, die er auf einer zylindrischen Form als Rundumsicht präsentierte. Für drei Schilling konnten sich die Betrachter, damals vor allem die wohlhabende Gesellschaft, das Gemälde von der Mitte aus ansehen. Später reduzierte er den Eintritt, um einem breiteren Publikum den Zugang zu ermöglichen.
Bald stellte er diese als The Panorama in London aus, wo sie schnell zum Erfolg wurden. Sein erstes Aquarell-Panorama schuf Barker im Jahr 1792. Im Jahr 1793 präsentierte er seine Panoramen im ersten eigens dafür errichteten Ausstellungsgebäude der Welt am Leicester Square in London aus. Bis heute sind allerdings keine der großen Panorama-Werke von Barker erhalten.